# Hålträdsklokrypare
Hålträdsklokrypare (Anthrenochernes stellae) är ett spindeldjur som mäter cirka  2,5 mm och som lever i mulm i håligheter i lövträd och som har sin främsta utbredning i Sverige.

## Taxonomi
Hålträdsklokryparen är monotypisk för sitt släkte vilket innebär att det är den enda kända arten av släktet Anthrecochernes.

## Utbredning
Artens utbredning är oklar och hittills har man bara funnit den på tre lokaler i Danmark och Polen utanför Sverige. Lokalerna där den återfunnits är utspridda och isolerade. Bland annat har man funnit den i stadsparker som Slottsskogen i Göteborg och Stadsparken i Lund. 

## Biotop
Den återfinns i slutna naturskogar, i skogsliknande parker, allér och i hagmarker där ädellövträd dominerar. Den lever i mulm i håligheter i lövträd som bok, lind, ek och asp ofta i anslutning till bon av fåglar, getingar, bin eller myror.

## Beteende
Precis som andra arter inom ordningen klokrypare (Pseudoscorpiones) sprider sig hålträdsklokryparen genom att haka fast sig på flygande insekters ben. 

## Historik
Arten beskrevs första gången 1939 av Hans Lohmander, som var intendent på Göteborgs Naturhistoriska Museum. Senhösten 1938 hade en murken lind blåst omkull i Slottsskogen vilken Lohmander inventerade. Fynd av en klokrypare i denna lind tillsammans med kollekter från Dyrehavn i Köpenhamn från 1886 gav han namnet Anthrenochernes stellae som senare fick trivialnamnet hålträdsklokrypare. Arten uppkallades efter upptäckarens fru, Stella Lohmander. Dock förstördes den första fyndlokalen i Slottsskogen då trädet fraktades bort och man återfann inte arten i Slottsskogen förrän 1992, då den hittades av Ulf Gärdenfors från Artdatabanken.   Noggrannare studier av hålträdens småkrypsfauna har visat att hålträdsklokryparen förekommer på en hel del lokaler, åtminstone i Östergötland.

## Status och hot
Eftersom beståndet av stora ädellövträd minskar och då artens förekomster är isolerade  är hålträdsklokryparen hotad. I Sverige är den upptagen på Artdatabankens rödlista och klassas som missgynnad (NT).
Direkta hot mot arten är avverkning och plombering av gamla håliga lövträd, samt igenväxning av lövhagar eftersom det tenderar att förkorta hålträdens livslängd.